# Luis Xavier Posada
Luis Javier Posada Gaviria (Cali, Colombia, 13 de noviembre). Conocido como Luis Xavier Posada, es un actor de cine y televisión colombiano. Hizo su debut en "Te quiero Valeria" con el papel de Nicolás Zuluaga, también ha participado en películas como "Gringo wedding", "Street Survival" y otras.

## Biografía
Luis Xavier nació en la ciudad de Cali. A los 13 años grabó un comercial de crema dental, luego participó en otros comerciales y llegó a modelar en las pasarelas de Colombia. A los 16 años, instalado en la ciudad de Miami, Florida, inició estudios de International Arts. Pero la televisión volvió a tentarlo y esta vez no para hacer comerciales, sino para actuar en telenovelas en Colombia después de una visita a sus padres donde fue invitado a Bogotá a realizar un casting para la serie "Te quiero Valeria" que protagonizó y lo convirtió en el galán juvenil de Colombia en esa época. Siguió protagonizando series como en "A escondidas", "Laura por favor" y "Superlupe". Luego viajó a México donde llegó a trabajar con la actriz mexicana Verónica Castro en un papel de ciego. Siguió su participación en películas mexicanas como "El arecife de los Alacranes" y Muralla de tinieblas" entre otras.

## Trayectoria

### Telenovelas y Seriados
- Mujeres al límite (2010)
- Yo no te pido la luna (2010)
- Oye Bonita (2009)
- Dona Barbara (2009)
- Tu voz estereo (2009)
- Decisiones (2005)
- Yo vendo unos ojos negros (2005)
- Secreto de amor (2004)
- Padres e hijos (1997 y 2003)
- Amor a mil (2001)
- Así es la vida (1997)
- Paraiso tropical (1997)
- Valentina (1993)
- A escondidas (1992)
- Puerto amor (1992)
- Ojos de gato (1992)
- Laura por favor (1992)
- Herencia maldita (1991)
- Suenos (1990)
- Valeria (1990)
- Te quiero Valeria (1989)

### Cine USA
- 2006- GRINGO WEDDING Coprotgonista TAZ SALINI Productions (USA)
- 2005- STREET SURVIVAL Coestelar Adan Ramírez Productions(USA)
- 2005- HOTEL EROTIKA Cinemax(USA)

### Cine Mexicano
- UNA LUZ EN LA OBSCURIDAD )1996) -Protagonista Televicine.
- EL ARRECIFE DE LOS ALACRANES (1995)-Protagonista - Televicine1995 -
- MAXIMA TRAICION - Protagonista– FIGSA1994 -
- PROFESIONAL DEL CRIMEN –ProtagonistaFIGSA. 1994 -
- MURALLA DE TINIEBLAS- Protagonista- Televicine

### Cine Colombiano
- 2009- Padre Pare Protagonista- Cortometraje Mimo Producciones-

### Videos musicales
- Gotas de lluvia (2000)-Grupo Niche.
- Negrita(1996)-Grupo Pacha.
- Angel y demonio (1994)- Angie.
- No te vayas paloma (1994)- Graciela Beltran.
- Mala hierba (1993)-Alejandra Guzmán.

### Teatro
- La realidad de un espejismo - Protagonista. Splendor of the Arts - (Miami, Fl)

### Presentador de TV
- Su media naranja (1997)-R.T.I. - (Bogotá- Colombia)
- Salvese quien pueda (1998)- (Bogotá Colombia)

### Premios y nominaciones
Reconocimiento por*  Joe Caroyo Alcalde de Miami(2001) por su aporte a la comunidad latina en USA
- Premios homenaje a nuestra televisión (27 de diciembre 2011) Nominado a mejor actor galán consagrado contemporáneo

- Datos: Q18224088